# Acidaliastis desertoria
Acidaliastis desertoria là một loài bướm đêm trong họ Geometridae.